# Opción de compra (Derecho)
Por el contrato de opción de compra una de las partes (optada) cede, a cambio de un precio, a la otra parte (optante), el derecho a determinar, dentro de un plazo previamente acotado, el momento en que la segunda comprará el bien objeto de la opción, en el precio y condiciones asimismo previamente convenidos.
Cuando el bien sobre el que recae la opción es un bien inmueble, en ese caso nace un derecho real de preferencia y garantía, cuya naturaleza jurídica es semejante a la de los derechos de tanteo y retracto, y que puede ser objeto de inscripción en el Registro de la propiedad, publicidad registral que confirma su naturaleza de derecho real inmobiliario.
Una vez haya sido inscrito el derecho de opción de compra en el Registro de la propiedad, el derecho de opción de compra adquiere eficacia frente a terceros, de manera que la venta o enajenación efectuada por la parte optada, antes de concluir el plazo acotado a la optante, para decidir su adquisición, puede ser retraída la transmisión en su favor por esta última, pagando para ello el precio que fue inicialmente convenido para optar a comprar. 